# Torneo Competencia
Il Torneo Competencia è stata una manifestazione calcistica uruguaiana disputata in modo discontinuo dal 1934 al 1990. Il torneo veniva disputato ad inizio stagione come preparazione per il campionato.

## Formula
Nelle prime due edizioni la formula prevedeva due gruppi da 5 squadre ciascuno, le due migliori qualificate venivano ammesse ai turni ad eliminazione in partita singola per decretare il campione del torneo.
A partire dal 1941 la formula adottata è stata quella del girone all'italiana con partita singola con l'eccezione dell'edizione 1990 svolta col sistema del doppio girone (2 gruppi da 7 squadre che qualificavano 4 squadre ciascuno al girone finale). Il numero delle partecipanti è variato nel corso degli anni, da un minimo di 10 ad un massimo di 14 squadre. Il sistema di punteggio prevedeva l'attribuzione di due punti in caso di vittoria, un punto in caso di pareggio e di zero in caso di sconfitta; il sistema è rimasto invariato dalla prima all'ultima edizione.

## Storia
La prima edizione si svolse nel 1934: dopo la fase a gironi si qualificarono per le semifinali il Wanderers, il Peñarol (Gruppo A), il Nacional e il Rampla Juniors (Gruppo B). Nelle semifinali il Wanderers sconfisse ai calci di rigore il Rampla Juniors mentre il Nacional si impose 3-0 sul Peñarol, nella finale il Nacional batté il Wanderers 3-0.
L'edizione 1944 segnò un importante momento nella storia del calcio uruguaiano, per la prima volta dall'introduzione del professionismo nel 1933 una competizione organizzata dalla federazione non venne vinta dal Peñarol o dal Nacional, quell'anno si impose infatti il Central.
La stagione 1950 fu quella col maggior numero di partecipanti (14) e con il maggior numero di reti messe a segno (324 in 91 partite).
L'edizione 1990 viene invece ricordata per la partita disputata il 19 aprile tra il Peñarol e il Nacional all'Estadio Centenario, il Superclásico venne interrotto a causa di una rissa scoppiata in campo tra i giocatori delle due squadre, al termine della colluttazione l'arbitro del match espulse undici giocatori del Peñarol e nove del Nacional, oltre ad alcune riserve che erano entrate nel rettangolo di gioco per partecipare alla rissa, decretando la sospensione dell'incontro e la successiva sconfitta a tavolino per entrambi i club.
In tre occasioni il torneo fu disputato ma non venne decretato un vincitore, questo accadde nel 1942, 1964 e 1967 quando al termine della competizione il Nacional e il Peñarol si trovarono entrambe al primo posto a pari punti.

## Albo d'oro
- 1934:  Nacional
- 1936:  Peñarol
- 1941:  Peñarol
- 1942: non assegnato
- 1943:  Peñarol
- 1944:  Central
- 1945:  Nacional
- 1946:  Peñarol
- 1947:  Peñarol
- 1948:  Nacional
- 1949:  Peñarol

- 1950:  Rampla Juniors
- 1951:  Peñarol
- 1952:  Nacional
- 1953:  Peñarol
- 1955:  Rampla Juniors
- 1956:  Peñarol
- 1957:  Peñarol
- 1958:  Nacional
- 1959:  Nacional
- 1961:  Nacional
- 1962:  Nacional

- 1963:  Nacional
- 1964: non assegnato
- 1967: non assegnato
- 1985:  Progreso
- 1986:  Peñarol
- 1987:  Montevideo Wanderers
- 1988:  Danubio
- 1989:  Nacional
- 1990:  Montevideo Wanderers

## Vittorie
| Club                 | Vittorie | Anni                                                             |
| -------------------- | -------- | ---------------------------------------------------------------- |
| Peñarol              | 11       | 1936, 1941, 1943, 1946, 1947, 1949, 1951, 1953, 1956, 1957, 1986 |
| Nacional             | 10       | 1934, 1945, 1948, 1952, 1958, 1959, 1961, 1962, 1963, 1989       |
| Rampla Juniors       | 2        | 1950, 1955                                                       |
| Montevideo Wanderers | 2        | 1987, 1990                                                       |
| Central              | 1        | 1944                                                             |
| Progreso             | 1        | 1985                                                             |
| Danubio              | 1        | 1988                                                             |

## Classifica perpetua
| #  | Squadra              | Part | PG  | V   | N  | S   | GF  | GS  | DR   | Pt  |
| -- | -------------------- | ---- | --- | --- | -- | --- | --- | --- | ---- | --- |
| 1  | Peñarol              | 31   | 304 | 204 | 54 | 46  | 767 | 318 | 449  | 461 |
| 2  | Nacional             | 31   | 304 | 195 | 60 | 49  | 736 | 353 | 383  | 449 |
| 3  | Defensor Sporting    | 31   | 298 | 117 | 78 | 103 | 474 | 472 | 2    | 312 |
| 4  | Rampla Juniors       | 27   | 256 | 106 | 61 | 89  | 446 | 392 | 54   | 273 |
| 5  | Montevideo Wanderers | 29   | 286 | 95  | 82 | 109 | 409 | 467 | -58  | 272 |
| 6  | Danubio              | 22   | 227 | 83  | 66 | 78  | 331 | 324 | 7    | 232 |
| 7  | Central              | 22   | 219 | 71  | 59 | 89  | 324 | 361 | -37  | 201 |
| 8  | Liverpool (M)        | 25   | 247 | 65  | 61 | 121 | 340 | 483 | -143 | 191 |
| 9  | River Plate (M)      | 21   | 208 | 65  | 55 | 88  | 292 | 347 | -55  | 185 |
| 10 | Cerro                | 23   | 237 | 58  | 59 | 120 | 301 | 447 | -146 | 175 |
| 11 | Sud América          | 18   | 168 | 51  | 41 | 76  | 224 | 315 | -91  | 143 |
| 12 | Racing Montevideo    | 16   | 142 | 40  | 36 | 66  | 209 | 253 | -44  | 116 |
| 13 | Progreso             | 8    | 96  | 31  | 26 | 39  | 104 | 149 | -45  | 88  |
| 14 | Bella Vista          | 12   | 125 | 25  | 35 | 65  | 130 | 227 | -97  | 85  |
| 15 | Huracán Buceo        | 6    | 72  | 23  | 25 | 24  | 80  | 79  | 1    | 71  |
| 16 | Fénix                | 9    | 86  | 16  | 18 | 52  | 93  | 192 | -99  | 50  |
| 17 | Miramar Misiones     | 7    | 69  | 13  | 16 | 40  | 71  | 144 | -73  | 42  |
| 18 | Rentistas            | 2    | 26  | 5   | 12 | 9   | 23  | 31  | -8   | 22  |

- Legenda: Part=Partecipazioni, PG=Partite Giocate, V=Vittorie, N=Nulle (pareggi), S=Sconfitte, GF=Gol fatti, GS=Gol Subiti, DR=Differenza Reti, Pt=Punti
- 2 punti per la vittoria, 1 per il pareggio, 0 per la sconfitta